# Oprelvekin
L'oprelvekin, est un médicament destiné à traiter la thrombopénie. Il est vendu sous la marque Neumega.

## Mode d'action
Il s'agit d'une forme recombinante d'interleukine 11 qui stimule principalement la production de plaquettes.

## Usage médical
C'est un médicament utilisé pour prévenir un faible taux de plaquettes dû à la chimiothérapie. Il est administré par injection sous-cutanée. Les effets commencent après environ 7 jours et se poursuivent pendant environ 7 jours après la dernière dose.

## Effets secondaires
Les effets secondaires courants comprennent un œdème, une fréquence cardiaque rapide, un essoufflement et des yeux rouges; d'autres effets secondaires peuvent inclure l'anaphylaxie, l'insuffisance cardiaque et la fibrillation atriale.

## Histoire
Oprelvekin a été approuvé pour un usage médical aux États-Unis en 1997. Aux États-Unis, cela coûte environ 470 dollars américain par flacon de 5 mg à partir de 2021. Au Canada, il est disponible via un programme d'accès spécial,,.